# المفضليات
اَلْمُفَضَّلِيَّاتُ كتابٌ لِلْمُفَضَّلِ اَلضَّبِّيِّ، وهو مجموعة شعرية، تضم 130 قصيدة، وهي أقدم مجموعة في اختيار الشعر العربي. ظهرت من بعدها كتب أخرى، منها الأصمعيات لأبي سعيد عبد الملك بن قُرَيْب الأصمعي، و جمهرة أشعار العرب لأبي زيد محمد بن أبي الخطاب القُرَشِيّ، و مختارات شعراء العرب لأبي السعادات بن الشجريّ، وغيرها.
سبب اختيار المفضل مجموعته الشعرية أنه عندما كان إبراهيم بن عبد الله بن الحسن بن الحسين بن علي مختفيا عند المفضل لأنه خرج على الخليفة العباسي أبو جعفر المنصور كان المفضل يتركه ويخرج وفي إحدى المرات أراد المفضل الخروج من بيته لبضعة أيام فقال الخليفة: إنك عندما تخرج يضيق صدري فأخرج لي شيئا من كتبك أتفرج به، فأخرج له المفضل كتباً من الشعر والأخبار. فلما عاد المفضل وجده قد علّم على سبعين قصيدة اختارها، وكان له ذوق حسن في الشعر، فاستخرج المفضلُ القصائدَ السبعين وزاد عليها عشرةً فأصبحت ثمانين قصيدة وعندما قبض المنصورُ على إبراهيمَ ومعه المفضل، عفا الخليفة عن المفضل وجعله يؤدب ولده وولي عهده المهدي فقدم المفضلُ لتلميذه القصائدَ الثمانين فقرأها عليه، ثم قرأها الأصمعي فأقرها وزاد في قصائدها وزاد في بعض القصائد التي وضعها المفضل بعض الأبيات، ثم جاء مَنْ بعدَ الأصمعي وزادوا في بعض القصائد أبياتا أخرى حتى لم يعد ميسورا معرفة الأبيات الأصلية أو المزيدة.
يضم الكتاب 130 قصيدة معظم شعرائها جاهليون وقليل منهم مخضرمين وإسلاميين، يتراوح عدد أبيات القصائد الواردة في الكتاب ما بين عشرة (10) أبيات ومائةٍ وثمانيةِ (108) أبيات (لأطول قصيدة)، ولم يورد المفضل لكل شاعر أكثر من 3 قصائد إلا نادراً، وهذا معناه أن المفضل كان يختار أفضل القصائد بغضِّ النظر عن الموضوع.
صدرت الطبعة الأولى من الكتاب عن دار المعارف المصرية عام 1942 بتحقيق كل من أحمد محمد شاكر وعبد السلام محمد هارون، وأول من شَرَحَ المفضليات هو أبو محمد القاسم بن بشار الأنباري، وقد حقق الشرح ونشره المستشرق شارل ليال، وقد أصدرته مطبعة الآباء اليسوعيين في بيروت على نفقة جامعة أكسفورد سنة 1920.
يُعَدُّ «المفضليات» أولَ كتابٍ يضمُّ مختارات من الشعر الجاهلي والمخضرم والإسلاميّ بروايات موثوق بها، كما يضم قصائد كاملة كانت أروع ما في الشعر العربي من قصائد.
وقد تمت طباعة ست طبعات من كتاب المفضليات.

## قيمة المفضليات
قال شوقي ضيف عن المفضليات: ولو لم يصلنا من الشعر الجاهلي سوى هذه المجموعة الموثقة لأمكن وصف تقاليده وصفا دقيقا؛ فقد مثلت جوانب الحياة الجاهلية ودارت مع الأيام والأحداث. وعلاقات القبائل بعضها ببعض وبملوك الحيرة والغساسنة، وانطبعت في كثير منها البيئة الجغرافية. وقد جاء فيها كثير من الكلمات المندثرة التي لم ترد في المعاجم اللغوية على كثرة الألفاظ المهجورة، مما يرفع الثقة بها ويؤكدها.
قال علي الجندي في كتابه في تاريخ الأدب الجاهلي في أثناء حديثه عن المفضليات القصائد التي تتضمنها هذه المجموعة أصيلة، وأهل للثقة والاعتماد عليها.
وقال أيضا: وقد لقيت المفضليات اهتمامًا كبيرًا من العلماء والأدباء والباحثين في شتى العصور، فكان لها شهرة عظيمة في الأوساط الأدبية والعلمية، وقام بدراستها كثير من الأدباء العرب والمستشرقين.